# 中野興業
中野興業（中野興業）日本的指定暴力團之一 六代目山口組旗下的4次團體。上部團體為 四代目山健組健仁會（源起的多三郎一家）。

## 最高幹部
- 組長 - 中野光博（健仁會最高顧問）
- 若頭 - 中崎龍也
- 副長 - 柿田 一

其他組員7名。